# Álvaro Obregón, Thành phố México
Álvaro Obregón là một đô thị thuộc bang Distrito Federal, México. Năm 2005, dân số của đô thị này là 706567 người.